# Lipovica (gmina Despotovac)
Lipovica (cyr. Липовица) – wieś w Serbii, w okręgu pomorawskim, w gminie Despotovac. W 2011 roku liczyła 502 mieszkańców.